# 트라이아나 노바 가도

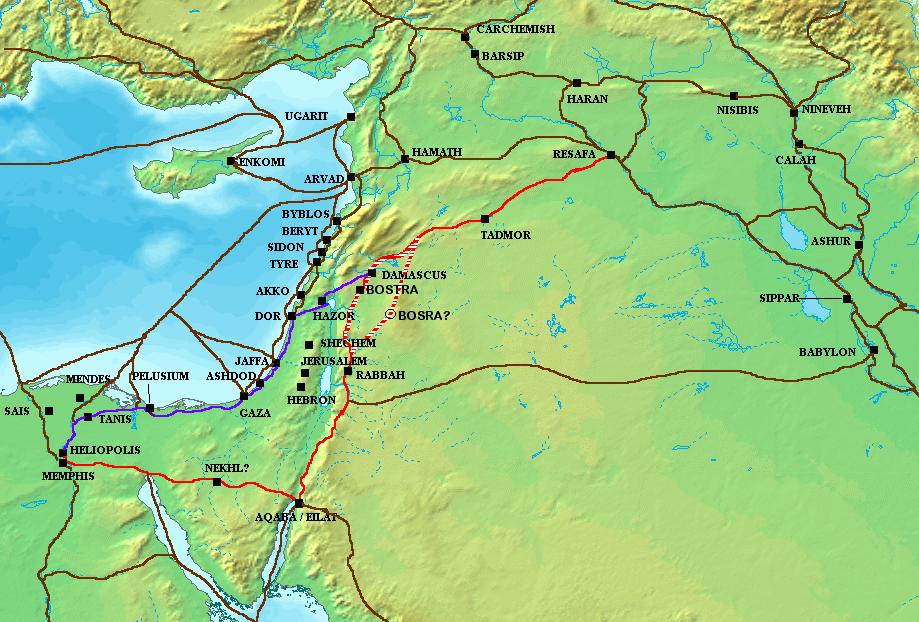
기원전 1300년경의 마리스 가도(보라색), 왕의 길(빨간색), 그 외에 고대 레반트 교역로.

트라이아나 노바 가도(Via Traiana Nova) 혹은 비아 노바 트라이아나(트라야누스의 새로운 도로)는 트라야누스 황제가 아라비아 페트라이아에 건설한 로마의 도로이다. 홍해의 아카바에서 보스트라까지 이어졌으며, 이전에는 레기아 가도 혹은 왕의 길이라 알려졌다. 이탈리아에 있는 트라이아나 가도와 구분하기 위해 트라이아나 '노바' 가도라 하였으며, 이따금씩 짧게 줄여 '노바 가도'나 '비아 노바 트라이아나'라고도 한다. 건설은 아라비아 합병 후 얼마 안 지나 시작되었으며, 총독 가이우스 클라우디우스 세베루스의 감독하에 진행되어 하드리아누스 황제 시기에 완료되었다.